# Ons Jabeur
Ons Jabeur (arab. ‏أنس جابر‎, Uns Ǧābir; ur. 28 sierpnia 1994 w Kasr Hallal) – tunezyjska tenisistka, finalistka Wimbledonu 2022 i 2023 oraz US Open 2022 w grze pojedynczej kobiet, mistrzyni juniorskiego French Open 2011, medalistka igrzysk afrykańskich, igrzysk panarabskich i igrzysk śródziemnomorskich. Pierwsza tenisistka z Afryki, która w erze open awansowała do finału wielkoszlemowego turnieju w grze pojedynczej.

## Kariera tenisowa
W 2010 roku w juniorskim French Open doszła do finału gry pojedynczej, przegrywając z Ukrainką Eliną Switoliną 2:6, 5:7. W tym samym roku dotarła do półfinału US Open, ulegając Julii Putincewej. Podczas French Open 2011 odniosła pierwsze zwycięstwo wielkoszlemowe, pokonując w finale Mónicę Puig.
Pod koniec 2018 doszła do finału zawodów rangi WTA Premier w Moskwie, pokonując po drodze między innymi Sloane Stephens.
W 2021 roku osiągnęła finał turnieju kategorii WTA 250 w Charleston, w którym przegrała z Astrą Sharmą 6:2, 5:7, 1:6. W Birmingham awansowała do finału zarówno w grze pojedynczej, jak i w grze podwójnej. W singlu pokonała w meczu mistrzowskim Darję Kasatkinę 7:5, 6:4, a w deblu razem z Ellen Perez uległy parze Marie Bouzková–Lucie Hradecká 4:6, 6:2, 8–10. W październiku zagrała w finale zawodów w Chicago, w którym przegrała 6:3, 3:6, 0:6 z Garbiñe Muguruzą.
W sezonie 2022 zanotowała finał turnieju w Charleston, ulegając w nim Belindzie Bencic 1:6, 7:5, 4:6. Zwyciężyła w zawodach kategorii WTA 1000 w Madrycie, gdzie wygrała w meczu mistrzowskim z Jessicą Pegulą 7:5, 0:6, 6:2. W finale zawodów tej samej rangi w Rzymie przegrała z Igą Świątek 2:6, 2:6. Ponadto wygrała turniej na kortach trawiastych w Berlinie, gdzie w finale pokonała Bencic po kreczu Szwajcarki przy stanie 6:3, 2:1. Na kortach Wimbledonu osiągnęła finał, w którym przegrała 6:3, 2:6, 2:6 z Jeleną Rybakiną. Kolejny wielkoszlemowy finał zanotowała w US Open, jednak przegrała w nim 2:6, 6:7(5) z Igą Świątek.
W 2023 roku dotarła do meczu finałowego zawodów w Charleston, w którym pokonała Bencic 7:6(6), 6:4. W lipcu ponownie osiągnęła finał Wimbledonu, tym razem przegrywając w nim z Markétą Vondroušovą 4:6, 4:6. We wrześniu osiągnęła finał turnieju w Ningbo, w którym pokonała Dianę Sznajder 6:2, 6:1.

## Życie prywatne
Ons Jabeur jest córką Ridhy Jabeura oraz Samiry Hachfi. Ma siostrę Yasmine i dwóch braci Hatema i Marwena. Treningi tenisowe rozpoczęła w wieku 6 lat. Interesuje się piłką nożną oraz muzyką.
W 2015 roku wyszła za mąż za Karima Kamouna, który od połowy 2017 roku jest jej trenerem przygotowania fizycznego.

## Historia występów wielkoszlemowych
Legenda
     W, wygrany turniej
     F, przegrana w finale
     SF, przegrana w półfinale
     QF, przegrana w ćwierćfinale
     xR, przegrana w x rundzie
     Qx, przegrana w x rundzie kwalifikacji
     A, brak startu
     NH, turniej nie odbył się

### Występy w grze pojedynczej
| Australian Open        | A   | A    | A   | A   | A   | 1R  | A   | Q3 | 1R | 1R | QF | 3R | A  | 2R | 2R | 3R | 0 / 8  | 10 – 8  |  |  |  |  |  |  |  |  |  |
| French Open            | A   | A    | Q2  | A   | Q1  | Q2  | A   | 3R | Q2 | 1R | 4R | 4R | 1R | QF | QF | 1R | 0 / 8  | 16 – 8  |  |  |  |  |  |  |  |  |  |
| Wimbledon              | A   | A    | A   | Q1  | Q3  | A   | Q1  | 1R | 2R | 1R | NH | QF | F  | F  | 3R | 1R | 0 / 8  | 19 – 8  |  |  |  |  |  |  |  |  |  |
| US Open                | A   | A    | A   | Q1  | 1R  | Q1  | Q1  | 2R | 1R | 3R | 3R | 3R | F  | 4R | A  |    | 0 / 8  | 16 – 8  |  |  |  |  |  |  |  |  |  |
|                        |     |      |     |     |     |     |     |    |    |    |    |    |    |    |    |    |        |         |  |  |  |  |  |  |  |  |  |
| Ranking na koniec roku | 601 | 1209 | 264 | 139 | 146 | 210 | 193 | 88 | 62 | 77 | 31 | 10 | 2  | 6  | 42 |    | 0 / 32 | 61 – 32 |  |  |  |  |  |  |  |  |  |

### Występy w grze podwójnej
| Australian Open        | A   | A | A | A | A | A | A | A   | A | A   | 3R  | 2R  | A   | A   | A   | A | 0 / 2 | 3 – 2 |  |  |  |  |  |  |  |  |  |
| French Open            | A   | A | A | A | A | A | A | A   | A | A   | A   | A   | A   | A   | A   | A | 0 / 0 | 0 – 0 |  |  |  |  |  |  |  |  |  |
| Wimbledon              | A   | A | A | A | A | A | A | A   | A | 1R  | NH  | A   | A   | A   | A   | A | 0 / 1 | 0 – 1 |  |  |  |  |  |  |  |  |  |
| US Open                | A   | A | A | A | A | A | A | A   | A | 2R  | A   | A   | A   | A   | A   |   | 0 / 1 | 1 – 1 |  |  |  |  |  |  |  |  |  |
|                        |     |   |   |   |   |   |   |     |   |     |     |     |     |     |     |   |       |       |  |  |  |  |  |  |  |  |  |
| Ranking na koniec roku | 778 | – | – | – | – | – | – | 835 | – | 179 | 215 | 160 | 258 | 532 | 348 |   | 0 / 4 | 4 – 4 |  |  |  |  |  |  |  |  |  |

### Występy w grze mieszanej
Ons Jabeur nigdy nie startowała w rozgrywkach gry mieszanej podczas turniejów wielkoszlemowych.

## Finały turniejów WTA
| Legenda                     | Legenda |
| --------------------------- | ------- |
| Wielki Szlem                |         |
| Igrzyska olimpijskie        |         |
| WTA Tour Championships      |         |
| 2009 – 2020                 |         |
| WTA Premier Mandatory       |         |
| WTA Premier 5               |         |
| WTA Premier                 |         |
| WTA International Series    |         |
| WTA 125K series (2012–2020) |         |
| od 2021                     |         |
| WTA 1000 (obowiązkowe)      |         |
| WTA 1000 (nieobowiązkowe)   |         |
| WTA 500                     |         |
| WTA 250                     |         |
| WTA 125                     |         |

### Gra pojedyncza 13 (5–8)
| Końcowy wynik | Nr | Data                 | Turniej    | Nawierzchnia  | Przeciwniczka       | Wynik finału     |
| ------------- | -- | -------------------- | ---------- | ------------- | ------------------- | ---------------- |
| Finalistka    | 1. | 20 października 2018 | Moskwa     | Twarda (hala) | Darja Kasatkina     | 6:2, 6:7(3), 4:6 |
| Finalistka    | 2. | 18 kwietnia 2021     | Charleston | Ceglana       | Astra Sharma        | 6:2, 5:7, 1:6    |
| Zwyciężczyni  | 1. | 20 czerwca 2021      | Birmingham | Trawiasta     | Darja Kasatkina     | 7:5, 6:4         |
| Finalistka    | 3. | 3 października 2021  | Chicago    | Twarda        | Garbiñe Muguruza    | 6:3, 3:6, 0:6    |
| Finalistka    | 4. | 10 kwietnia 2022     | Charleston | Ceglana       | Belinda Bencic      | 1:6, 7:5, 4:6    |
| Zwyciężczyni  | 2. | 7 maja 2022          | Madryt     | Ceglana       | Jessica Pegula      | 7:5, 0:6, 6:2    |
| Finalistka    | 5. | 15 maja 2022         | Rzym       | Ceglana       | Iga Świątek         | 2:6, 2:6         |
| Zwyciężczyni  | 3. | 19 czerwca 2022      | Berlin     | Trawiasta     | Belinda Bencic      | 6:3, 2:1 krecz   |
| Finalistka    | 6. | 9 lipca 2022         | Wimbledon  | Trawiasta     | Jelena Rybakina     | 6:3, 2:6, 2:6    |
| Finalistka    | 7. | 10 września 2022     | US Open    | Twarda        | Iga Świątek         | 2:6, 6:7(5)      |
| Zwyciężczyni  | 4. | 9 kwietnia 2023      | Charleston | Ceglana       | Belinda Bencic      | 7:6(6), 6:4      |
| Finalistka    | 8. | 15 lipca 2023        | Wimbledon  | Trawiasta     | Markéta Vondroušová | 4:6, 4:6         |
| Zwyciężczyni  | 5. | 30 września 2023     | Ningbo     | Twarda        | Diana Sznajder      | 6:2, 6:1         |

### Gra podwójna 1 (0–1)
| Końcowy wynik | Nr | Data            | Turniej    | Nawierzchnia | Partnerka   | Przeciwniczki                 | Wynik finału   |
| ------------- | -- | --------------- | ---------- | ------------ | ----------- | ----------------------------- | -------------- |
| Finalistka    | 1. | 20 czerwca 2021 | Birmingham | Trawiasta    | Ellen Perez | Marie Bouzková Lucie Hradecká | 4:6, 6:2, 8–10 |

## Występy w Turnieju Mistrzyń

### W grze pojedynczej
| Rok  | Rezultat                                                       | Przeciwniczka                                                  | Wynik                                                          |
| 2021 | zawodniczka rezerwowa (nie wystąpiła – zrezygnowała ze startu) | zawodniczka rezerwowa (nie wystąpiła – zrezygnowała ze startu) | zawodniczka rezerwowa (nie wystąpiła – zrezygnowała ze startu) |
| 2022 | Faza grupowa                                                   | Aryna Sabalenka Jessica Pegula Maria Sakari                    | 6:3, 6:7(5), 5:7 1:6, 6:3, 6:3 2:6, 3:6                        |
| 2023 | Faza grupowa                                                   | Coco Gauff Markéta Vondroušová Iga Świątek                     | 0:6, 1:6 6:4, 6:3 1:6, 2:6                                     |

## Finały turniejów ITF
| turnieje z pulą nagród 100 000 $ |
| turnieje z pulą nagród 75 000 $  |
| turnieje z pulą nagród 50 000 $  |
| turnieje z pulą nagród 25 000 $  |
| turnieje z pulą nagród 15 000 $  |
| turnieje z pulą nagród 10 000 $  |

### Gra pojedyncza 15 (11–4)
| Rezultat     |     | Data       | Turniej       | ($)     | Naw.          | Przeciwniczka       | Wynik            |
| Finalistka   | 1.  | 31/10/2009 | Monastyr      | 10 000  | Twarda        | Elise Tamaëla       | 2:6, 2:6         |
| Zwyciężczyni | 1.  | 26/04/2010 | Antalya       | 10 000  | Ceglana       | Sandra Zaniewska    | 2:1 krecz        |
| Zwyciężczyni | 2.  | 19/07/2010 | Casablanca    | 10 000  | Ceglana       | Anna Morgina        | 7:5, 6:3         |
| Finalistka   | 2.  | 28/04/2012 | Tunis         | 25 000  | Ceglana       | Sandra Zaniewska    | 4:6, 6:4, 2:6    |
| Zwyciężczyni | 3.  | 28/04/2013 | Tunis         | 25 000  | Ceglana       | Sara Sorribes Tormo | 6:3, 6:2         |
| Zwyciężczyni | 4.  | 12/05/2013 | Fukuoka       | 50 000  | Trawiasta     | An-Sophie Mestach   | 7:6(2), 6:2      |
| Zwyciężczyni | 5.  | 19/05/2013 | Kurume        | 50 000  | Trawiasta     | An-Sophie Mestach   | 6:0, 6:2         |
| Zwyciężczyni | 6.  | 27/10/2013 | Saguenay      | 50 000  | Twarda (hala) | Coco Vandeweghe     | 6:7(0), 6:3, 6:3 |
| Zwyciężczyni | 7.  | 11/05/2014 | Tunis         | 25 000  | Ceglana       | Walerija Sawinych   | 6:3, 7:6(4)      |
| Finalistka   | 3.  | 10/08/2014 | Landisville   | 25 000  | Twarda        | Paula Kania         | 7:5, 3:6, 4:6    |
| Finalistka   | 4.  | 02/11/2014 | Nantes        | 50 000  | Twarda (hala) | Kateřina Siniaková  | 5:7, 2:6         |
| Zwyciężczyni | 8.  | 17/01/2016 | Daytona Beach | 25 000  | Ceglana       | Olga Fridman        | 0:6, 6:2, 6:4    |
| Zwyciężczyni | 9.  | 31/01/2016 | Sunrise       | 25 000  | Ceglana       | Ana Tatiszwili      | 3:6, 6:2, 6:1    |
| Zwyciężczyni | 10. | 08/05/2016 | Tunis         | 50 000  | Ceglana       | Romina Oprandi      | 1:6, 6:2, 6:2    |
| Zwyciężczyni | 11. | 17/06/2018 | Manchester    | 100 000 | Trawiasta     | Sara Sorribes Tormo | 7:6(5), 6:1      |

### Gra podwójna 2 (1–1)
| Rezultat     |    | Data       | Turniej    | ($)    | Naw.    | Partnerka         | Przeciwniczki                | Wynik          |
| Finalistka   | 1. | 31/10/2009 | Monastyr   | 10 000 | Twarda  | Nour Abbès        | Elise Tamaëla Nicole Thyssen | 1:6, 7:5, 4–10 |
| Zwyciężczyni | 1. | 19/07/2010 | Casablanca | 10 000 | Ceglana | Katarína Baranová | Galina Fokina Anna Morgina   | 6:3, 6:3       |

## Finały juniorskich turniejów wielkoszlemowych

### Gra pojedyncza (2)
| Końcowy wynik | Rok  | Turniej     | Nawierzchnia | Przeciwniczka   | Wynik finału |
| Finalistka    | 2010 | French Open | Ceglana      | Elina Switolina | 2:6, 5:7     |
| Zwyciężczyni  | 2011 | French Open | Ceglana      | Mónica Puig     | 7:6(8), 6:1  |

## Zwycięstwa nad zawodniczkami klasyfikowanymi w danym momencie w TOP 10 rankingu WTA
Stan na 17.08.2025
| Sezon      | 2017 | 2018 | 2019 | 2020 | 2021 | 2022 | 2023 | 2024 | 2025 | Łącznie |
| Zwycięstwa | 1    | 2    | 0    | 1    | 5    | 2    | 5    | 1    | 2    | 19      |

| #    | Zawodnik            | Ranking przeciwnika | Turniej                       | Nawierzchnia  | Runda        | Wynik            |
| ---- | ------------------- | ------------------- | ----------------------------- | ------------- | ------------ | ---------------- |
| 2017 |                     |                     |                               |               |              |                  |
| 1.   | Dominika Cibulková  | Nr 7                | French Open, Francja          | Ceglana       | 2R           | 6:4, 6:3         |
| 2018 |                     |                     |                               |               |              |                  |
| 2.   | Simona Halep        | Nr 1                | Pekin, Chiny                  | Twarda        | 1R           | 6:1 krecz        |
| 3.   | Sloane Stephens     | Nr 8                | Moskwa, Rosja                 | Twarda (hala) | 2R           | 6:3, 6:2         |
| 2020 |                     |                     |                               |               |              |                  |
| 4.   | Karolína Plíšková   | Nr 3                | Doha, Katar                   | Twarda        | 3R           | 6:4, 3:6, 6:3    |
| 2021 |                     |                     |                               |               |              |                  |
| 5.   | Sofia Kenin         | Nr 4                | Miami, Stany Zjednoczone      | Twarda        | 3R           | 6:4, 4:6, 6:4    |
| 6.   | Iga Świątek         | Nr 9                | Wimbledon, Wielka Brytania    | Trawiasta     | 4R           | 5:7, 6:1, 6:1    |
| 7.   | Bianca Andreescu    | Nr 8                | Montreal, Kanada              | Twarda        | 3R           | 6:7(5), 6:4, 6:1 |
| 8.   | Iga Świątek         | Nr 8                | Cincinnati, Stany Zjednoczone | Twarda        | 2R           | 6:3, 6:3         |
| 9.   | Elina Switolina     | Nr 6                | Chicago, Stany Zjednoczone    | Twarda        | QF           | 6:4, 6:2         |
| 2022 |                     |                     |                               |               |              |                  |
| 10.  | Maria Sakari        | Nr 4                | Rzym, Włochy                  | Ceglana       | QF           | 1:6, 7:5, 6:1    |
| 11.  | Jessica Pegula      | Nr 3                | WTA Finals, Stany Zjednoczone | Twarda (hala) | RR           | 1:6, 6:3, 6:3    |
| 2023 |                     |                     |                               |               |              |                  |
| 12.  | Darja Kasatkina     | Nr 8                | Charleston, Stany Zjednoczone | Ceglana       | SF           | 7:5, 7:5         |
| 13.  | Petra Kvitová       | Nr 9                | Wimbledon, Wielka Brytania    | Trawiasta     | 4R           | 6:0, 6:3         |
| 14.  | Jelena Rybakina     | Nr 3                | Wimbledon, Wielka Brytania    | Trawiasta     | QF           | 6:7(5), 6:4, 6:1 |
| 15.  | Aryna Sabalenka     | Nr 2                | Wimbledon, Wielka Brytania    | Trawiasta     | SF           | 6:7(5), 6:4, 6:3 |
| 16.  | Markéta Vondroušová | Nr 6                | WTA Finals, Meksyk            | Twarda        | Faza grupowa | 6:4, 6:3         |
| 2024 |                     |                     |                               |               |              |                  |
| 17.  | Jeļena Ostapenko    | Nr 10               | Madrid, Hiszpania             | Ceglana       | 4R           | 6:0, 6:4         |
| 2025 |                     |                     |                               |               |              |                  |
| 18.  | Zheng Qinwen        | Nr 8                | Doha, Katar                   | Twarda        | 2R           | 6:4, 6:2         |
| 19.  | Jasmine Paolini     | Nr 5                | Berlin, Niemcy                | Trawiasta     | 2R           | 6:1, 6:3         |